# Brumaire-Klasse
Die Brumaire-Klasse war eine U-Boot-Klasse der französischen Marine im Ersten Weltkrieg.
Zwischen 1911 und 1913 wurden 16 Zweihüllenboote der Klasse gebaut. Während des Weltkrieges gingen drei Einheiten durch Feindeinwirkung verloren: Ein Boot ging vor der türkischen Küste verloren, zwei weitere in der Adria. Ein Boot wurde von der österreichischen Marine erbeutet und bis zum Kriegsende erfolgreich eingesetzt. Die Boote, die den Krieg überstanden, wurden großteils Anfang der 1920er verschrottet, das letzte Boot 1930.

## Boote der Klasse
- Brumaire (Q 60)
  - Stapellauf: 29. April 1911
  - Verbleib: 1930 verschrottet
- Frimaire (Q 62)
  - Stapellauf: 26. August 1911
  - Verbleib: 1923 verschrottet
- Nivose (Q 63)
  - Stapellauf: 6. Januar 1912
  - Verbleib: 1921 verschrottet
- Foucault (Q 70)
  - Stapellauf: 15. Juni 1912
  - Verbleib: am 15. September 1915 vor Cattaro durch ein österreich-ungarisches Flugzeug versenkt
- Euler (Q 71)
  - Stapellauf: 12. Oktober 1912
  - Verbleib: in den 1920ern verschrottet
- Franklin (Q 72)
  - Stapellauf: 22. März 1913
  - Verbleib: 1922 verschrottet
- Faraday (Q 78)
  - Stapellauf: 27. Juni 1911
  - Verbleib: 1921 verschrottet
- Volta (Q 79)
  - Stapellauf: 23. September 1911
  - Verbleib: im Oktober 1922 verschrottet
- Newton (Q 80)
  - Stapellauf: 20. Mai 1912
  - Verbleib: im Dezember 1925 verschrottet
- Montgolfier (Q 81)
  - Stapellauf: 18. April 1912
  - Verbleib: 1921 verschrottet
- Bernoulli (Q 83)
  - Stapellauf: 1. Juni 1911
  - Einsatz: Bernoulli drang am 4. April 1916 in den Hafen von Cattaro ein und beschädigte das Heck des österreich-ungarischen Zerstörers Csepel. Am 28. Juli 1917 kollidierte Bernoulli nach einem beiderseits erfolglosen Torpedogefecht mit dem deutschen U-Boot U 47.
  - Verbleib: am 13. Februar 1918 auf eine Seemine gelaufen und gesunken.
- Joule (Q 84)
  - Stapellauf: 7. September 1911
  - Verbleib: am 1. Mai 1915 während der Schlacht von Gallipoli auf Seeminen gelaufen und gesunken
- Coulomb (Q 85)
  - Stapellauf: 13. Juni 1912
  - Verbleib: 1919 verschrottet
- Arago (Q 86)
  - Stapellauf: 29. Juni 1912
  - Verbleib: 1921 ausgemustert, 1931 verschrottet
- Curie (Q 87)
  - Stapellauf: 18. Juli 1912
  - Einsatz: Curie sank am 20. Dezember 1914 bei dem Versuch, in die österreichisch-ungarische Marinebasis Pola einzudringen. Das Boot wurde gehoben und von der Österreichischen Marine als SM U-14 in Dienst gestellt.
  - Verbleib: nach Kriegsende Rückgabe an Frankreich und 1923 verschrottet
- Le Verrier (Q 88)
  - Stapellauf: 31. Oktober 1912
  - Verbleib: 1925 verschrottet